# Здание Совета Министров Чечено-Ингушской АССР
Здание Совета министров Чечено-Ингушской АССР было построено в центре Грозного на берегу Сунжи в начале XX века. Архитектор И. И. Загребайлов.

## Описание
Первоначально в здании располагалась гостиница «Гранд-Отель». В 1918 году во время Стодневных боёв в здании располагался штаб так называемого среднего участка фронта частей Красной Армии под командованием Г. Фёдорова, оборонявших город от бичераховцев. В 1960 году на фасаде здания была установлена мемориальная доска с надписью следующего содержания:
Здесь в 1918 году в период Стодневных боёв находился штаб среднего участка фронта.
В советское время в здании располагались Президиум Верховного Совета Чечено-Ингушетии, Совет Министров Чечено-Ингушской АССР, министерства и ведомства республики. В 1964 и 1975 годах в СССР были выпущены художественные маркированные конверты с изображением здания.
Здание было разрушено в 1995 году при штурме города в ходе Первой чеченской войны. Ныне на этом месте располагается парковая зона мечети «Сердце Чечни».